# 原市町 (埼玉県)
原市町（はらいちまち）は、埼玉県北足立郡にあった町。現在の上尾市南東部にあたる。

## 地理
- 河川 - 原市沼川、綾瀬川、芝川、見沼代用水
- 湖沼 - 原市沼

### 隣接していた自治体
（括弧内は現在の自治体・行政区）
- 大宮市（さいたま市北区、見沼区）
- 岩槻市（さいたま市岩槻区） - 現在の蓮田市大字馬込地区
- 北足立郡
  - 上尾町（上尾市）
  - 上平村（上尾市）
  - 春岡村（さいたま市見沼区）
  - 伊奈村（伊奈町）
- 南埼玉郡
  - 蓮田町（蓮田市）

## 歴史
- 1869年（明治2年）
  - 1月 - 町域は廃藩置県により、大宮県に所属。
  - 9月 - 大宮県が浦和県に改称。
- 1871年（明治4年）11月14日 - 浦和県が忍県・岩槻県と合併し、埼玉県が誕生。
- 1872年（明治5年）3月 - 大区小区制施行により第19区に属す[2]。
- 1889年（明治22年）4月1日 - 町村制施行に伴い、北足立郡原市町が成立[3]。瓦葺村と原市町外1ヶ村組合を構成する。
- 1913年（大正2年）4月2日 - 原市町外1ヶ村組合を解消、瓦葺村を原市町に編入[4]。旧町村は原市町の大字原市および大字瓦葺となる。
- 1940年（昭和15年）11月 - 原市町区民会が発足する[5]。区民会は産業部、警防部、教学部の三部で構成されている。
- 1948年（昭和23年）
  - 2月5日 - 大宮地区警察署（自治体警察）原市巡査部長派出所が設置される。監督区域は原市町・上平村であった[6]。
  - 4月20日 - 原市町役場職員組合が結成される[7]。
  - 7月29日 - 原市農業協同組合が原市3320の場所に設立される[8]。

- 1955年（昭和30年）1月1日 - 町村合併促進法の施行に伴い、上尾町・平方町・大石村・大谷村・上平村と合併し、改めて上尾町が発足[4]。同日原市町廃止。大字は上尾町へ継承された。

## 歴代町長
| 代         | 氏名         | 就任年月日                | 退任年月日                 | 備考                       |
| ---------- | ------------ | ------------------------- | -------------------------- | -------------------------- |
| 初代町長   | 宮島幸蔵     |                           |                            | 在任期間不明               |
| 二代町長   | 家里周蔵     |                           |                            | 在任期間不明               |
| 三代町長   | 矢部基一     |                           |                            | 在任期間不明               |
| 四代町長   | 石井好太郎   |                           |                            | 在任期間不明               |
| 五代町長   | 酒巻庄吉     |                           |                            | 在任期間不明               |
| 六代町長   | 黒須亀太郎   |                           |                            | 在任期間不明               |
| 七代町長   | 岩崎一三     |                           |                            | 在任期間不明               |
| 八代町長   | 石川徳右ヱ門 |                           |                            | 在任期間不明               |
| 九代町長   | 黒須太郎     |                           |                            | 在任期間不明               |
| 十代町長   | 黒須正輔     |                           |                            | 在任期間不明               |
| 十一代町長 | 八木賢一     |                           |                            | 在任期間不明               |
| 十二代町長 | 松島福次郎   | 1947年（昭和22年）4月7日  | 1948年（昭和23年）5月3日   | 地方自治法施行後初の町長。 |
| 十三代町長 | 斎藤甲子男   | 1948年（昭和23年）6月29日 | 1954年（昭和29年）12月31日 |                            |

※ 以上出典は『上尾百年史』172頁および186頁。